# Arab szirtifogoly
Az arab szirtifogoly (Alectoris melanocephala) a madarak osztályának tyúkalakúak (Galliformes) rendjébe és a fácánfélék (Phasianidae) családjába tartozó faj.

## Előfordulása
Jemen, Omán és Szaúd-Arábia területén honos.

## Alfajai
- Alectoris melanocephala guichardi Meinertzhagen, 1951
- Alectoris melanocephala melanocephala (Ruppell, 1835)

## Szaporodása
Fészekalja 5-8 tojásból áll, melyen 24-26 napig kotlik.